# Episodi di Detective Monk (terza stagione)
La terza stagione della serie televisiva Detective Monk, composta da 16 episodi, è stata trasmessa negli Stati Uniti dal canale USA Network dal 18 giugno 2004 al 4 marzo 2005.
In Italia è andata in onda su Rete 4, in anteprima esclusiva, in prima serata divisa in due parti; i primi 4 episodi in onda dal 15 settembre al 22 settembre 2005, mentre i restanti 12 sono andati in onda diversi mesi dopo dal 28 giugno al 1º agosto 2007.
| nº | Titolo originale                       | Titolo italiano                            | Prima TV USA     | Prima TV Italia   |
| -- | -------------------------------------- | ------------------------------------------ | ---------------- | ----------------- |
| 1  | Mr. Monk Takes Manhattan               | Il signor Monk conquista Manhattan         | 18 giugno 2004   | 15 settembre 2005 |
| 2  | Mr. Monk and the Panic Room            | Il signor Monk e la stanza del panico      | 25 giugno 2004   | 15 settembre 2005 |
| 3  | Mr. Monk and the Blackout              | Il signor Monk e il blackout               | 9 luglio 2004    | 22 settembre 2005 |
| 4  | Mr. Monk Gets Fired                    | Il signor Monk viene licenziato            | 16 luglio 2004   | 22 settembre 2005 |
| 5  | Mr. Monk Meets the Godfather           | Il signor Monk incontra il Padrino         | 23 luglio 2004   | 28 giugno 2007    |
| 6  | Mr. Monk and the Girl Who Cried Wolf   | Il signor Monk e le visioni di Sharona     | 30 luglio 2004   | 28 giugno 2007    |
| 7  | Mr. Monk and the Employee of the Month | Il signor Monk e il dipendente del mese    | 2 agosto 2004    | 5 luglio 2007     |
| 8  | Mr. Monk and the Game Show             | Il signor Monk e il quiz                   | 13 agosto 2004   | 5 luglio 2007     |
| 9  | Mr. Monk Takes His Medicine            | Il signor Monk prende la medicina          | 20 agosto 2004   | 12 luglio 2007    |
| 10 | Mr. Monk and the Red Herring           | Il signor Monk e la falsa pista            | 21 gennaio 2005  | 12 luglio 2007    |
| 11 | Mr. Monk vs. the Cobra                 | Il signor Monk e il cobra                  | 28 gennaio 2005  | 25 luglio 2007    |
| 12 | Mr. Monk Gets Cabin Fever              | Il signor Monk e la baita della paura      | 4 febbraio 2005  | 18 luglio 2007    |
| 13 | Mr. Monk Gets Stuck in Traffic         | Il signor Monk resta bloccato nel traffico | 11 febbraio 2005 | 18 luglio 2007    |
| 14 | Mr. Monk Goes to Vegas                 | Il signor Monk va a Las Vegas              | 18 febbraio 2005 | 1º agosto 2007    |
| 15 | Mr. Monk and the Election              | Il signor Monk e l'elezione                | 25 febbraio 2005 | 25 luglio 2007    |
| 16 | Mr. Monk and the Kid                   | Il signor Monk e un bambino da amare       | 4 marzo 2005     | 1º agosto 2007    |

## Il signor Monk conquista Manhattan
- Titolo originale: Mr. Monk Takes Manhattan
- Diretto da: Randall Zisk
- Scritto da: Andy Breckman

### Trama
Monk e i suoi amici si recano a Manhattan per rintracciare Warrick Tennyson, la persona nominata da Dale la Balena nella parte finale del precedente episodio, ossia colui che potrebbe avere delle informazioni importanti sulla morte di Trudy. Mentre si trova a New York, però, il detective viene coinvolto in un altro caso di omicidio: l'ambasciatore della Lettonia viene ucciso a colpi d'arma da fuoco, assieme alle due guardie del corpo. L'FBI chiede l'aiuto di Monk e Stottlemeyer per risolvere quel caso, e in cambio consentirà a Monk di poter parlare con Tennyson, che attualmente si trova in ospedale sotto stretta sorveglianza, e non è consentito a nessuno di poter parlare con lui.

## Il signor Monk e la stanza del panico
- Titolo originale: Mr. Monk and the Panic Room
- Diretto da: Jerry Levine
- Scritto da: David Breckman e Joe Toplyn

### Trama
Un produttore discografico sente scattare l'allarme di casa e si rifugia con la sua scimmia nella panic room installata nell'abitazione. Quando sopraggiunge la vigilanza, l'uomo viene ritrovato morto e l'arma del delitto è in mano all'animale.
- Guest star: Stewart Finlay-McLennan (produttore di dischi)

## Il signor Monk e il blackout
- Titolo originale: Mr. Monk and the Blackout
- Diretto da: Michael Zinberg
- Scritto da: Daniel Dratch e Hy Conrad

### Trama
Monk indaga su una serie di attentati ad una centrale elettrica locale che provocano continui blackout in città. Il sospetto principale di Monk, il radicalista anti-militare Winston Brenner, è morto nel 1995. Durante le indagini, Monk conosce Michelle, una giornalista presente sul luogo del blackout. Lei rimane affascinata da Monk, tanto da chiedergli di uscire a cena una sera.
- Guest star: Alicia Coppola (Michelle Rivas)

## Il signor Monk viene licenziato
- Titolo originale: Mr. Monk Gets Fired
- Diretto da: Andrei Belgrader
- Scritto da: Peter Wolk

### Trama
Viene rinvenuto dalla polizia il cadavere di una donna, senza arti e senza testa, precedentemente uccisa dal suo fidanzato e fatta a pezzi con una motosega per renderne impossibile il riconoscimento. Durante le indagini, Monk analizzando il busto della vittima, deduce che ha sui 20 anni e che ha origini lituane, mentre il killer è mancino ed è un esperto scalatore di montagne. Purtroppo, nel cercare di pulire la tastiera di uno dei computer della polizia, Monk distrugge inavvertitamente i dati del PC, e un grosso funzionario della polizia, Robert Brooks, gli fa togliere la licenza di detective privato. Alla fine riuscirà a riaverla.

## Il signor Monk incontra il Padrino
- Titolo originale: Mr. Monk Meets the Godfather
- Diretto da: Michael Zinberg
- Scritto da: Lee Goldberg e William Rabkin

### Trama
In un negozio di barbiere, un uomo seduto su una sedia si alza, si avvicina al distributore di gomme da masticare e cerca di rubarlo. Si sente un improvviso rumore metallico, uno dei clienti si volta per cercare di capire cosa sta succedendo. L'uomo che sta rubando il distributore, spara al cliente. Dal retro del negozio, escono dei mafiosi che stavano contando dei soldi da una valigetta, e cercano di difendersi estraendo le loro pistole, ma vengono uccisi da una grandinata di colpi automatici, sparati dal tizio del distributore. I mafiosi erano membri della famiglia Lucarelli, e don Salvatore, il loro capo, si rivolge a Monk per scoprire chi ha ucciso i membri della sua famiglia. Monk è riluttante e non vuole accettare, ma l'agente Colmes della polizia federale chiederà a Monk di infiltrarsi sotto copertura nella famiglia Lucarelli, al fine di sottrarre informazioni per incastrarli. Stottlemayer e Disher scoraggiano Monk, ma Colmes gli promette che se riuscirà a incastrare i Lucarelli, gli farà riavere il reintegro nella polizia.
- Ascolti Italia: telespettatori 14 258 000 (60,09%)[senza fonte]

## Il signor Monk e le visioni di Sharona
- Titolo originale: Mr. Monk and the Girl Who Cried Wolf
- Diretto da: Jerry Levine
- Scritto da: Hy Conrad

### Trama
Sharona lascia Monk all'ingresso di un garage, poi parcheggia la sua Volvo all'interno. Sta andando a ritirare dei soldi in banca, dato che a quanto pare ha perso il libretto degli assegni e il bancomat. Mentre Sharona sta parcheggiando, viene avvicinata da un uomo barcollante, inzuppato di sangue, con un coltello nel petto e un cacciavite che gli spunta fuori dall'orecchio destro. Sharona corre fuori per chiedere aiuto a Monk. Ma quando Monk arriva, l'uomo è completamente scomparso. Il giorno dopo, Sharona, lungo la strada si ferma a una stazione di servizio e si trova di nuovo faccia a faccia con l'uomo inzuppato di sangue del parcheggio. 
Crederà quindi di soffrire di allucinazioni per il troppo stress, e si prenderà una pausa dal lavoro di infermiera di Monk, ma alla fine scoprirà che la verità è un'altra.
- Ascolti Italia: telespettatori 13 178 000 (60,15%)[senza fonte]

## Il signor Monk e il dipendente del mese
- Titolo originale: Mr. Monk and the Employee of the Month
- Diretto da: Scott Foley
- Scritto da: Ross Abrash

### Trama
In seguito all'omicidio di Edna Coruthers, impiegata dei magazzini Mega Mart, il signor Monk si fa assumere nel grande magazzino per risolvere il caso. Verrà affiancato dal capo della sicurezza del supermercato, Joe Christie, una vecchia conoscenza di Monk: Christie una volta era un detective della polizia ed ex partner di Monk. Dopo che Monk lasciò le forze dell'ordine, Christie arrestò uno spacciatore con una grossa partita di cocaina. Tuttavia, la droga poi scomparve dalla stanza delle prove, e Christie fu sospettato come principale responsabile. Senza la droga quindi, lo spacciatore fu liberato e, poco dopo, sparò e uccise due agenti di polizia che lo avevano fermato per un'infrazione stradale. Monk quindi inizialmente si rifiuta di collaborare con Christie, ma quando trova degli indizi sull'omicidio, decide di chiedere informazioni a Christie per indagare nel Mega Mart.
- Ascolti Italia: telespettatori 15 449 000 (70,02%)[senza fonte]

## Il signor Monk e il quiz
- Titolo originale: Mr. Monk and the Game Show
- Diretto da: Randall Zisk
- Scritto da: Daniel Dratch

### Trama
Lizzie Talvo, assistente di un gioco a premi in tv condotto da Roddy Lankman, minaccia di riferire al produttore del game show Dwight Ellison (il padre di Trudy Monk), di un imbroglio che il conduttore sta perpetrando da tempo in tv. Lankman quindi manomette i freni della macchina di Lizzie, che si schianta con l'autovettura. 
Dwight successivamente contatta Monk in quanto si è accorto di un imbroglio nel game show, e chiede al genero di recarsi a Los Angeles per risolvere la questione.
Monk quindi decide di partecipare al gioco in prima persona come concorrente, per analizzare bene le dinamiche del gioco e capire come fa Lankman a imbrogliare.
- Guest star: Bob Gunton (Dwight), Jarrad Paul (Kevin Dorfman), John Michael Higgins (Roddy Lankman), Larry Brandenburg (Val Birch)

## Il signor Monk prende la medicina
- Titolo originale: Mr. Monk Takes His Medicine
- Diretto da: Randy Zisk
- Scritto da: Tom Scharpling e Chuck Sklar (soggetto); Tom Scharpling (sceneggiatura)

### Trama
Un gruppo di investigatori sono sul punto di arrestare un motociclista. Mentre i poliziotti cercano di ammanettarlo, una berlina blu si ferma al semaforo al vicino incrocio e il guidatore spara all'indirizzo dei poliziotti, tra cui ci sono anche Disher e Stottlemeyer, e quest'ultimo viene ferito alla spalla destra. 
Nel frattempo, Adrian Monk confessa al dottor Kroger che si sente sempre più triste e depresso, e il dottor Kroger quindi gli dà un nuovo farmaco sperimentale per il disturbo ossessivo compulsivo. Una volta assunto il farmaco, Monk appare come un uomo diverso. Quando va a far visita a Stottlemeyer in convalescenza in ospedale, Monk appare rilassato, espansivo e non ha paura di nulla. Purtroppo però, la medicina riduce le sue capacità deduttive e Monk è sempre più distratto e incapace di prestare attenzione al caso.
- Ascolti Italia: telespettatori 1 127 000 (5,46%)[senza fonte]
- Nota. È l'ultimo episodio in cui appare Sharona (a parte un ritorno come guest star nell'episodio dell'ottava stagione Il signor Monk e Sharona)

## Il signor Monk e la falsa pista
- Titolo originale: Mr. Monk and the Red Herring
- Diretto da: Randall Zisk
- Scritto da: Andy Breckman

### Trama
A tarda notte, un intruso irrompe in una casa di periferia scavalcando la finestra laterale, e si mette alla ricerca di qualcosa all'interno dell'abitazione. Il malvivente fa un rumore che sveglia la proprietaria della casa, Natalie Teeger, che dorme al piano di sopra. Natalie scende le scale, e viene afferrata da dietro dall'intruso. Mentre lottano, lei afferra un paio di forbici e lo pugnala a morte. 
Nel frattempo, Monk è alla ricerca di una nuova assistente dopo che Sharona si è trasferita nel New Jersey e ha risposato l'ex marito. Natalie si rivolgerà a lui per indagare sul furto avvenuto a casa sua.
- Ascolti Italia: telespettatori 1 446 000 (7,41%)[senza fonte]

## Il signor Monk e il cobra
- Titolo originale: Mr. Monk vs. the Cobra
- Diretto da: Anthony R. Palmieri
- Scritto da: Joe Toplyn

### Trama
Nelle prime ore del mattino, lo scrittore John Ricca, autore di un libro inchiesta sulla defunta stella di film sulle arti marziali Sonny Chow, viene aggredito in casa da una figura oscura vestita con un abito da ninja simile a quello indossato in uno dei film di Chow. Ricca cerca di scappare, ma viene ucciso con una serie di colpi inferti da nunchaku.
Tutti gli indizi dell'omicidio conducono incredibilmente al defunto Sonny Chow, al punto che verrà riesumato il cadavere per verificare che sia effettivamente nella tomba. Monk indagherà per trovare il vero colpevole.
- Guest star: Mark Sheppard (Chris Downey)
- Ascolti Italia: telespettatori 1 300 000 (7,15%)[senza fonte]

## Il signor Monk e la baita della paura
- Titolo originale: Mr. Monk Gets Cabin Fever
- Diretto da: Jerry Levine
- Scritto da: Hy Conrad

### Trama
Monk assiste involontariamente a un omicidio di mafia perpetrato dal signore della droga Tommy Winn che spara a un membro di una banda rivale. Tommy si accorge della presenza di Monk dall'altra parte della strada e minaccia di ucciderlo, prima di scappare all'avvicinarsi delle auto della polizia.
Monk viene messo sotto protezione per la sua testimonianza, e viene condotto da Grooms, agente dell'FBI, in una baita in un bosco assieme a Stottlemeyer e Natalie. Osservando i movimenti sospetti della loro vicina di casa, Kathy, Monk si convince che quest'ultima abbia ucciso il marito.
- Guest star: Josh Stamberg (agente FBI), Glenn Morshower (pescatore), Faith Prince (moglie del pescatore)
- Ascolti Italia: telespettatori 1 090 000 (6,01%)[senza fonte]

## Il signor Monk resta bloccato nel traffico
- Titolo originale: Mr. Monk Gets Stuck in Traffic
- Diretto da: Jerry Levine
- Scritto da: Tom Scharpling e Joe Toplyn

### Trama
Un attivista ambientale si incontra presso un cantiere edile con Ray Galardi, il proprietario di un'impresa di costruzioni, per parlare di questioni ambientali inerenti la costruzione di un nuovo centro commerciale da parte di Galardi. I due ben presto iniziano a discutere in modo veemente, e Galardi colpisce l'attivista con un tubo, uccidendolo all'istante; poi carica il cadavere sulla sua auto, e carica questa sul retro di uno dei suoi camion e poi si dirige verso l'autostrada. Qui, dopo aver preso una certa distanza dalle altre automobili, scarica l'auto col cadavere in mezzo alla strada, provocando un incidente a catena coinvolgendo le auto dietro di lui. Tra le persone coinvolte nell'incidente, ci sono il signor Monk, Natalie e Julie, di ritorno da una partita di hockey su ghiaccio di Julie. Con il traffico bloccato, Monk scende dalla vettura per capire cosa sia successo, e ben presto si rende conto che non si tratta di un incidente ma di omicidio, e inizia a indagare.
- Guest star: Larry Miller, i Korn
- Ascolti Italia: telespettatori 1 448 000 (6,85%)[senza fonte]

## Il signor Monk va a Las Vegas
- Titolo originale: Mr. Monk Goes to Vegas
- Diretto da: Randall Zisk
- Scritto da: Tom Scharpling e David Breckman (soggetto); Daniel Dratch e Joe Toplyn (sceneggiatura)

### Trama
Monk va a Las Vegas perché il Capitano Stottlemeyer gli telefona sospettando che la morte della moglie di Daniel Thorne, un ricco proprietario di casinò, non sia un incidente. Il capitano si trovava a Las Vegas assieme a Disher e altri colleghi per una festa di addio al nubilato, ed è ubriaco e non ricorda più niente; sa soltanto di aver risolto il caso, ma non ricorda altro. Giunti a Las Vegas, Monk e Natalie iniziano a indagare, mentre Disher ha dei problemi legati al gioco d'azzardo, arrivando a perdere 35mila dollari ai tavoli di blackjack.
- Guest star: James Brolin (Daniel Thorne)

## Il signor Monk e l'elezione
- Titolo originale: Mr. Monk and the Election
- Diretto da: Allison Liddi
- Scritto da: Nell Scovell

### Trama
Natalie Teeger si candida al consiglio scolastico nel tentativo di impedire la chiusura della scuola di Julie . Ha allestito il proprio ufficio per la campagna elettorale in un negozio dismesso, e mentre sta preparando le varie attività da svolgere, aiutata da alcuni collaboratori tra cui il signor Monk, su un tetto dall'altra parte della strada, un tizio apre il fuoco sparando in direzione dell'ufficio. Una guardia di sicurezza che si trovava nell'edificio da cui ha sparato il malvivente, viene uccisa. Viene ritrovato un biglietto scritto dal cecchino, in cui intima a Natalie di ritirarsi dalla campagna elettorale. Partono così le indagini, per cercare di capire chi volesse uccidere Natalie.
- Guest star: Tim Bagley (Harold Krenshaw), Nick Offerman (Jack Whitman)
- Ascolti Italia: telespettatori 1 354 000 (8,15%)[senza fonte]

## Il signor Monk e un bambino da amare
- Titolo originale: Mr. Monk and the Kid
- Diretto da: Andrei Belgrader
- Scritto da: Tom Scharpling

### Trama
Tommy, un bambino di due anni scomparso, viene ritrovato dalla polizia con il dito mozzato di una persona in mano. Visto che il bambino è orfano, Monk decide di prenderlo in affidamento. Il detective scopre che il dito appartiene ad un violinista che è stato rapito. Il ragazzo viene ritrovato in una casa con un capannone assieme ad altri prigionieri. I colpevoli vengono arrestati e condotti in prigione.
- Guest star: Brooke Adams (Abigail Carlyle), Nicole Sullivan (Janet Novak)